# Podbelski
Podbelski o Podbellski - Подбельский (rus) és un possiólok del krai de Krasnodar, a Rússia. Es troba a les terres baixes del Kuban-Azov, a la península de Ieisk. És a 7 km al sud de Ieisk i a 185 km al nord-oest de Krasnodar.
Pertany al possiólok de Xirotxanka.